# 傑納西縣 (紐約州)
傑納西縣（英語：Genesee County）是美国纽约州西部的一個縣，面積1,283平方公里。根據2020年美國人口普查，共有人口58,388人。縣治巴達維亞（Batavia）。該縣成立於1802年，縣名來自塞尼卡语，意思是「美麗的谷地」。